# Piai Tangah
Piai Tangah is een bestuurslaag in het regentschap Padang van de provincie West-Sumatra, Indonesië. Piai Tangah telt 3796 inwoners (volkstelling 2010).